# Barrio 1.º de Mayo (Cabimas)
1ero de Mayo es uno de los sectores que forman la ciudad de Cabimas en el estado Zulia (Venezuela). Pertenece a la parroquia San Benito. Recibe su nombre del día del trabajador.

## Ubicación
1.º de Mayo se encuentra entre los sectores Campo Elías y 23 de Enero al norte tiene (calles Las Acacias y Zaraza), el 26 de Julio, al este esta (Av 32), los Médanos, al sur tiene la(carretera J) y el Dividive. Y al oeste la (Av Intercomunal).

## Zona Residencial
1.º de Mayo es un sector pequeño con numerosos locales comerciales en la carretera J y calles estrechas y entrecruzadas en su interior.

## Transporte
La línea 32 pasa por la Av 32, la línea Nueva Cabimas pasa por la carretera J, y la línea Concordia pasa por la Av. 31 pasando por las Calles Los Andes y Democracia(Tres Caminos).

## Sitios de Referencia
- Hotel Di Maio. Av Intercomunal con carretera J.
- Automercados Aime. Carretera J, con la Av. 31
- Registro Civil de la Parroquia San Benito. Calle los Andes
- Mayor De Viveres Camino Nuevo. Av. 32